# Klaas Vantornout
Klaas Vantornout (Roeselare, 19 de maig de 1982) és un ciclista belga professional des del 2006 i actualment a l'equip Marlux-Napoleon Games. Especialista en ciclocròs, ha guanyat dues medalles de plata als Campionats del món.

## Palmarès en ciclocròs
- 2012-2013
  -  Campió de Bèlgica de ciclocròs
- 2014-2015
  -  Campió de Bèlgica de ciclocròs